# 4B busz (Veszprém)
A veszprémi 4B jelzésű autóbusz Haszkovó forduló és Vámosi úti forduló között közlekedett a 2019-es halottak napi időszakban. A viszonylatot a V-Busz Veszprémi Közlekedési Kft. üzemeltette.

## Története
2019. november 1–3. között 4B jelzéssel temetői járatot indított a V-Busz Kft.

## Útvonala
| Vámosi úti forduló felé | Haszkovó forduló felé |
| --- | --- |
| Haszkovó forduló vá. – Haszkovó utca – Munkácsy Mihály utca – Jutasi út – Mindszenty József utca – Brusznyai Árpád utca – Megyeház tér – Komakút tér – Egyetem utca – József Attila utca – Vámosi úti forduló vá. | Vámosi úti forduló vá. – József Attila utca – Egyetem utca – Komakút tér – Iskola utca – Óvári Ferenc utca – Megyeház tér – Brusznyai Árpád utca – Mindszenty József utca – Jutasi út – Munkácsy Mihály utca – Haszkovó utca – Haszkovó forduló vá. |

## Megállóhelyei
Az átszállási kapcsolatok között az azonos útvonalon közlekedő 4-es busz és 4A busz nincsen feltüntetve.
| 0  | Haszkovó forduló végállomás   | 14 | 1, 2, 3, 6, 7, 7A, 8, 10, 10A, 11, 18, 20, 21                                 |
| 1  | Haszkovó utca                 | 13 | 3, 7, 7A, 11, 20, 21                                                          |
| 3  | Munkácsy Mihály utca          | 11 | 7, 7A, 13                                                                     |
| 5  | Petőfi Sándor utca            | 9  | 1, 2, 3, 7, 7A, 10, 10A, 13, 20, 21                                           |
| 7  | Veszprém autóbusz-állomás     | 8  | 1, 2, 3, 7, 7A, 10, 10A, 13, 20, 21, 22, 23 Helyközi buszok Távolsági járatok |
| 8  | Hotel                         | 7  | 1, 2, 3, 5, 5A, 6, 7, 7A, 10, 10A, 13, 20, 21, 22                             |
| 10 | Megyeház tér                  | ∫  | 6, 8                                                                          |
| ∫  | Színház                       | 5  | 1, 2, 3, 5, 5A, 6, 8, 10, 10A, 13, 20, 21 Helyközi buszok Távolsági járatok   |
| 11 | Komakút tér                   | 3  | 2, 6, 8, 10A Helyközi buszok Távolsági járatok                                |
| 12 | Szegfű utca                   | ∫  |                                                                               |
| 13 | József Attila utca            | 1  | Helyközi buszok Távolsági járatok                                             |
| 14 | Vámosi úti forduló végállomás | 0  | 6, 11, 11A                                                                    |